# 2,7-Dihydroxyanthrachinon
2,7-Dihydroxyanthrachinon, auch bekannt unter dem Namen Isoanthraflavinsäure, ist eine organische Verbindung, welche zur Stoffgruppe der Anthrachinone gehört (genauer der Dihydroxyanthrachinone).